# Khúc côn cầu trên cỏ tại Đại hội Thể thao châu Á 1994
Các nội dung thi đấu môn Khúc côn cầu trên cỏ diễn ra tại Đại hội Thể thao châu Á 1994 ở Hiroshima, Nhật Bản.

## Danh sách huy chương
| Nội dung | Vàng | Bạc | Đồng |
| -------- | --- | --- | --- |
| Nam      | Hàn Quốc · Cho Myung-jun · Choi Jung-ho · Han Beung-kook · Jeon Jong-ha · Jeong Yong-kyun · Kang Keon-wook · Kim Jong-yi · Kim Yoon · Kim Young-kyu · Koo Jin-soo · Lee Jeong-sook · Park Shin-heum · Shin Seok-kyo · Yoo Moon-ki · Yoo Seung-jin · You Myung-keun | Ấn Độ · Shakeel Ahmed · Anil Alexander Aldrin · Mohammed Arif · Ashish Ballal · Baljit Singh Dhillon · Devinder Kumar · Mukesh Kumar · Sanjeev Kumar · Rajnish Mishra · Ravi Nayakar · Dhanraj Pillay · Mohammed Riaz · Jude Felix Sebastian · Harpreet Singh · A. B. Subbaiah · Sabu Varkey | Pakistan · Asif Ahmed · Mansoor Ahmed · Shahbaz Ahmed · Kamran Ashraf · Ahmed Alam · Naveed Alam · Faisal Ali · Asif Bajwa · Khawaja Junaid · Muhammad Danish Kaleem · Rahim Khan · Irfan Mahmood · Muhammad Shafqat Malik · Muhammad Shahbaz · Muhammad Usman · Tahir Zaman |
| Nữ       | Hàn Quốc · Chang Eun-jung · Cho Eun-jung · Jang Dong-sook · Jin Deok-san · Kim Myung-ok · Kim Soo-jung · Kwon Chang-sook · Kwon Soo-hyun · Lee Eun-kyung · Lee Eun-young · Lee Ji-young · Lee Seon-young · Oh Seung-shin · Ro Young-mi · Shin Yu-ri · You Jae-sook | Nhật Bản · Kuniko Hori · Akemi Kato · Hiroko Matoba · Saori Miyazaki · Masami Nishimoto · Hisayo Takahashi | Trung Quốc · Cai Donghong · Chen Hong · Chen Jianbin · Chen Jing · Da Fuping · Ding Hongping · Fu Bin · Huang Junxia · Liu Hongmei · Liu Ying · Qin Limei · Shi Yanhui · Wang Yanhong · Yang Hongbing · Yu Shuzhen · Yuan Ye                                                 |

## Bảng tổng sắp huy chương
| Hạng               | Đoàn               | Vàng | Bạc | Đồng | Tổng số |
| ------------------ | ------------------ | ---- | --- | ---- | ------- |
| 1                  | Hàn Quốc (KOR)     | 2    | 0   | 0    | 2       |
| 2                  | Nhật Bản (JPN)     | 0    | 1   | 0    | 1       |
| 2                  | Ấn Độ (IND)        | 0    | 1   | 0    | 1       |
| 4                  | Pakistan (PAK)     | 0    | 0   | 1    | 1       |
| 4                  | Trung Quốc (CHN)   | 0    | 0   | 1    | 1       |
| Tổng số (5 đơn vị) | Tổng số (5 đơn vị) | 2    | 2   | 2    | 6       |

## Kết quả

### Nam

#### Vòng sơ loại

##### Bảng A
| VT | Đội        | ST | T | H | B | BT | BB | HS  | Đ |
| -- | ---------- | -- | - | - | - | -- | -- | --- | - |
| 1  | Pakistan   | 4  | 4 | 0 | 0 | 19 | 2  | +17 | 8 |
| 2  | Nhật Bản   | 4  | 2 | 1 | 1 | 7  | 8  | −1  | 5 |
| 3  | Kazakhstan | 4  | 2 | 0 | 2 | 13 | 7  | +6  | 4 |
| 4  | Malaysia   | 4  | 1 | 1 | 2 | 10 | 8  | +2  | 3 |
| 5  | Oman       | 4  | 0 | 0 | 4 | 1  | 25 | −24 | 0 |

| 4 tháng 10 16:00 |

| Nhật Bản | 3–1 | Oman |
| -------- | --- | ---- |
|          |     |      |

| Sân vận động Công viên Khu vực Hiroshima, Hiroshima |

| 4 tháng 10 18:00 |

| Pakistan | 3–1 | Kazakhstan |
| -------- | --- | ---------- |
|          |     |            |

| Sân vận động Công viên Khu vực Hiroshima, Hiroshima |

| 5 tháng 10 16:00 |

| Pakistan | 4–0 | Nhật Bản |
| -------- | --- | -------- |
|          |     |          |

| Sân vận động Công viên Khu vực Hiroshima, Hiroshima |

| 5 tháng 10 18:00 |

| Malaysia | 7–0 | Oman |
| -------- | --- | ---- |
|          |     |      |

| Sân vận động Công viên Khu vực Hiroshima, Hiroshima |

| 7 tháng 10 12:00 |

| Pakistan | 8–0 | Oman |
| -------- | --- | ---- |
|          |     |      |

| Sân vận động Công viên Khu vực Hiroshima, Hiroshima |

| 7 tháng 10 14:00 |

| Malaysia | 1–3 | Kazakhstan |
| -------- | --- | ---------- |
|          |     |            |

| Sân vận động Công viên Khu vực Hiroshima, Hiroshima |

| 8 October 16:00 |

| Kazakhstan | 2–3 | Nhật Bản |
| ---------- | --- | -------- |
|            |     |          |

| Sân vận động Công viên Khu vực Hiroshima, Hiroshima |

| 8 October 18:00 |

| Pakistan | 4–1 | Malaysia |
| -------- | --- | -------- |
|          |     |          |

| Sân vận động Công viên Khu vực Hiroshima, Hiroshima |

| 10 tháng 10 16:00 |

| Malaysia | 1–1 | Nhật Bản |
| -------- | --- | -------- |
|          |     |          |

| Sân vận động Công viên Khu vực Hiroshima, Hiroshima |

| 10 tháng 10 18:00 |

| Kazakhstan | 7–0 | Oman |
| ---------- | --- | ---- |
|            |     |      |

| Sân vận động Công viên Khu vực Hiroshima, Hiroshima |

##### Bảng B
| VT | Đội        | ST | T | H | B | BT | BB | HS  | Đ |
| -- | ---------- | -- | - | - | - | -- | -- | --- | - |
| 1  | Ấn Độ      | 3  | 3 | 0 | 0 | 7  | 1  | +6  | 6 |
| 2  | Hàn Quốc   | 3  | 2 | 0 | 1 | 15 | 3  | +12 | 4 |
| 3  | Trung Quốc | 3  | 1 | 0 | 2 | 1  | 7  | −6  | 2 |
| 4  | Bangladesh | 3  | 0 | 0 | 3 | 0  | 12 | −12 | 0 |

| 4 tháng 10 12:00 |

| Hàn Quốc | 4–0 | Trung Quốc |
| -------- | --- | ---------- |
|          |     |            |

| Sân vận động Công viên Khu vực Hiroshima, Hiroshima |

| 4 tháng 10 14:00 |

| Ấn Độ | 1–0 | Bangladesh |
| ----- | --- | ---------- |
|       |     |            |

| Sân vận động Công viên Khu vực Hiroshima, Hiroshima |

| 7 tháng 10 16:00 |

| Ấn Độ | 3–0 | Trung Quốc |
| ----- | --- | ---------- |
|       |     |            |

| Sân vận động Công viên Khu vực Hiroshima, Hiroshima |

| 7 tháng 10 18:00 |

| Hàn Quốc | 10–0 | Bangladesh |
| -------- | ---- | ---------- |
|          |      |            |

| Sân vận động Công viên Khu vực Hiroshima, Hiroshima |

| 10 tháng 10 12:00 |

| Bangladesh | 0–1 | Trung Quốc |
| ---------- | --- | ---------- |
|            |     |            |

| Sân vận động Công viên Khu vực Hiroshima, Hiroshima |

| 10 tháng 10 14:00 |

| Hàn Quốc | 1–3 | Ấn Độ |
| -------- | --- | ----- |
|          |     |       |

| Sân vận động Công viên Khu vực Hiroshima, Hiroshima |

#### Tranh hạng 5-8
|  | Hạng 5-8    | Hạng 5-8 |              |   | Tranh hạng 5 | Tranh hạng 5 |
|  |             |          |              |   |              |              |
|  | 12 tháng 10 |          |              |   |              |              |
|  |             |          |              |   |              |              |
|  | Kazakhstan  | 4        |              |   |              |              |
|  | Kazakhstan  | 4        | 13 tháng 10  |   |              |              |
|  | Bangladesh  | 0        |              |   |              |              |
|  | Bangladesh  | 0        | Kazakhstan   | 0 |              |              |
|  | 12 tháng 10 |          | Kazakhstan   | 0 |              |              |
|  |             | Malaysia | 5            |   |              |              |
|  | Malaysia    | Malaysia | 5            | 4 |              |              |
|  | Malaysia    |          |              | 4 |              |              |
|  | Trung Quốc  | 1        |              |   |              |              |
|  | Trung Quốc  | 1        | Tranh hạng 7 |   |              |              |
|  |             |          |              |   |              |              |
|  | 13 tháng 10 |          |              |   |              |              |
|  |             |          |              |   |              |              |
|  | Bangladesh  | 2        |              |   |              |              |
|  | Bangladesh  | 2        |              |   |              |              |
|  | Trung Quốc  | 1        |              |   |              |              |

##### Bán kết
| 12 tháng 10 12:00 |

| Kazakhstan | 4–0 | Bangladesh |
| ---------- | --- | ---------- |
|            |     |            |

| Sân vận động Công viên Khu vực Hiroshima, Hiroshima |

| 12 tháng 10 14:00 |

| Malaysia | 4–1 | Trung Quốc |
| -------- | --- | ---------- |
|          |     |            |

| Sân vận động Công viên Khu vực Hiroshima, Hiroshima |

##### Tranh hạng 7
| 13 tháng 10 16:00 |

| Bangladesh | 2–1 | Trung Quốc |
| ---------- | --- | ---------- |
|            |     |            |

| Sân vận động Công viên Khu vực Hiroshima, Hiroshima |

##### Tranh hạng 5
| 13 tháng 10 18:00 |

| Kazakhstan | 0–5 | Malaysia |
| ---------- | --- | -------- |
|            |     |          |

| Sân vận động Công viên Khu vực Hiroshima, Hiroshima |

#### Vòng tranh huy chương
|  | Bán kết      | Bán kết |                            |   | Chung kết | Chung kết |
|  |              |         |                            |   |           |           |
|  | 12 tháng 10  |         |                            |   |           |           |
|  |              |         |                            |   |           |           |
|  | Pakistan     | 2 (1)   |                            |   |           |           |
|  | Pakistan     | 2 (1)   | 15 tháng 10                |   |           |           |
|  | Hàn Quốc (p) | 2 (4)   |                            |   |           |           |
|  | Hàn Quốc (p) | 2 (4)   | Hàn Quốc                   | 3 |           |           |
|  | 12 tháng 10  |         | Hàn Quốc                   | 3 |           |           |
|  |              | Ấn Độ   | 2                          |   |           |           |
|  | Nhật Bản     | Ấn Độ   | 2                          | 0 |           |           |
|  | Nhật Bản     |         |                            | 0 |           |           |
|  | Ấn Độ        | 1       |                            |   |           |           |
|  | Ấn Độ        | 1       | Trận tranh huy chương đồng |   |           |           |
|  |              |         |                            |   |           |           |
|  | 15 tháng 10  |         |                            |   |           |           |
|  |              |         |                            |   |           |           |
|  | Pakistan     | 6       |                            |   |           |           |
|  | Pakistan     | 6       |                            |   |           |           |
|  | Nhật Bản     | 0       |                            |   |           |           |

#### Bán kết
| 12 tháng 10 16:00 |

| Pakistan                 | 2–2 (h.p.) | Hàn Quốc                                                       |
| ------------------------ | ---------- | -------------------------------------------------------------- |
| Bajwa 27' · S. Ahmed 47' |            | Park Shin-heum 8' · Kim Young-kyu 62'                          |
| Loạt luân lưu            |            |                                                                |
| Usman · Malik · Mahmood  | 1–4        | Lee Jeong-sook · Jeon Jong-ha · You Myung-keun · Shin Seok-kyo |

| Sân vận động Công viên Khu vực Hiroshima, Hiroshima |

| 12 tháng 10 18:00 |

| Nhật Bản | 0–1 | Ấn Độ      |
| -------- | --- | ---------- |
|          |     | Aldrin 14' |

| Sân vận động Công viên Khu vực Hiroshima, Hiroshima |

#### Trận tranh huy chương đồng
| 15 tháng 10 16:00 |

| Pakistan                                                       | 6–0 | Nhật Bản |
| -------------------------------------------------------------- | --- | -------- |
| Shahbaz 22' · Junaid 34' · Khan ?' · Kaleem ?' · Ashraf ?', ?' |     |          |

| Sân vận động Công viên Khu vực Hiroshima, Hiroshima |

#### Chung kết
| 15 tháng 10 18:00 |

| Hàn Quốc                                    | 3–2 | Ấn Độ                 |
| ------------------------------------------- | --- | --------------------- |
| Shin Seok-kyo 15' · Park Shin-heum 31', 40' |     | Aldrin 7' · Ahmed 46' |

| Sân vận động Công viên Khu vực Hiroshima, Hiroshima |

#### Bảng xếp hạng cuối cùng
| Thứ hạng | Đội tuyển  |
| -------- | ---------- |
| 1        | Hàn Quốc   |
| 2        | Ấn Độ      |
| 3        | Pakistan   |
| 4        | Nhật Bản   |
| 5        | Malaysia   |
| 6        | Kazakhstan |
| 7        | Bangladesh |
| 8        | Trung Quốc |
| 9        | Oman       |

### Nữ
| VT | Đội        | ST | T | H | B | BT | BB | HS  | Đ  |
| -- | ---------- | -- | - | - | - | -- | -- | --- | -- |
| 1  | Hàn Quốc   | 5  | 5 | 0 | 0 | 20 | 2  | +18 | 10 |
| 2  | Nhật Bản   | 5  | 3 | 1 | 1 | 11 | 5  | +6  | 7  |
| 3  | Trung Quốc | 5  | 2 | 1 | 2 | 10 | 3  | +7  | 5  |
| 4  | Ấn Độ      | 5  | 1 | 2 | 2 | 9  | 6  | +3  | 4  |
| 5  | Uzbekistan | 5  | 1 | 2 | 2 | 7  | 6  | +1  | 4  |
| 6  | Singapore  | 5  | 0 | 0 | 5 | 1  | 36 | −35 | 0  |

| 3 tháng 10 14:00 |

| Hàn Quốc | 4–0 | Uzbekistan |
| -------- | --- | ---------- |
|          |     |            |

| Sân vận động Công viên Khu vực Hiroshima, Hiroshima |

| 3 tháng 10 16:00 |

| Trung Quốc | 8–0 | Singapore |
| ---------- | --- | --------- |
|            |     |           |

| Sân vận động Công viên Khu vực Hiroshima, Hiroshima |

| 3 tháng 10 18:00 |

| Ấn Độ | 1–1 | Nhật Bản |
| ----- | --- | -------- |
|       |     |          |

| Sân vận động Công viên Khu vực Hiroshima, Hiroshima |

| 6 tháng 10 14:00 |

| Nhật Bản | 8–0 | Singapore |
| -------- | --- | --------- |
|          |     |           |

| Sân vận động Công viên Khu vực Hiroshima, Hiroshima |

| 6 tháng 10 16:00 |

| Hàn Quốc | 3–0 | Ấn Độ |
| -------- | --- | ----- |
|          |     |       |

| Sân vận động Công viên Khu vực Hiroshima, Hiroshima |

| 6 tháng 10 18:00 |

| Trung Quốc | 0–0 | Uzbekistan |
| ---------- | --- | ---------- |
|            |     |            |

| Sân vận động Công viên Khu vực Hiroshima, Hiroshima |

| 9 tháng 10 12:00 |

| Ấn Độ | 1–1 | Uzbekistan |
| ----- | --- | ---------- |
|       |     |            |

| Sân vận động Công viên Khu vực Hiroshima, Hiroshima |

| 9 tháng 10 14:00 |

| Hàn Quốc | 7–1 | Singapore |
| -------- | --- | --------- |
|          |     |           |

| Sân vận động Công viên Khu vực Hiroshima, Hiroshima |

| 9 tháng 10 16:00 |

| Trung Quốc | 0–1 | Nhật Bản |
| ---------- | --- | -------- |
|            |     |          |

| Sân vận động Công viên Khu vực Hiroshima, Hiroshima |

| 11 tháng 10 14:00 |

| Ấn Độ | 7–0 | Singapore |
| ----- | --- | --------- |
|       |     |           |

| Sân vận động Công viên Khu vực Hiroshima, Hiroshima |

| 11 tháng 10 16:00 |

| Nhật Bản | 1–0 | Uzbekistan |
| -------- | --- | ---------- |
|          |     |            |

| Sân vận động Công viên Khu vực Hiroshima, Hiroshima |

| 11 tháng 10 18:00 |

| Hàn Quốc | 2–1 | Trung Quốc |
| -------- | --- | ---------- |
|          |     |            |

| Sân vận động Công viên Khu vực Hiroshima, Hiroshima |

| 14 tháng 10 11:00 |

| Trung Quốc | 1–0 | Ấn Độ |
| ---------- | --- | ----- |
|            |     |       |

| Sân vận động Công viên Khu vực Hiroshima, Hiroshima |

| 14 tháng 10 13:00 |

| Uzbekistan | 6–0 | Singapore |
| ---------- | --- | --------- |
|            |     |           |

| Sân vận động Công viên Khu vực Hiroshima, Hiroshima |

| 14 tháng 10 15:00 |

| Hàn Quốc | 4–0 | Nhật Bản |
| -------- | --- | -------- |
|          |     |          |

| Sân vận động Công viên Khu vực Hiroshima, Hiroshima |